# Anaga-Gebirge
Das Anaga-Gebirge (spanisch: Macizo de Anaga) ist eine Gebirgskette auf den Kanarischen Inseln und liegt im Nordosten Teneriffas. Das Gebirge wurde vor ca. 7 bis 9 Millionen Jahren durch vulkanische Aktivitäten geformt. Es ist in West-Ost-Richtung 20 km lang und erstreckt sich von Norden nach Süden in einer Breite von 5 bis 10 km. Die höchsten Punkte sind der Cruz de Taborno mit 1024 m Höhe im Westen des Gebirges und der Chinobre mit 909 m im Osten.
Der Kamm des Massivs, der wegen Nebel und Regen die feuchteste Region der Insel bildet, ist mit  Lorbeerwald bewachsen.
1987 wurde ein Naturpark gegründet, der 1994 als Parque Rural de Anaga unter besonderen Schutz gestellt wurde. Größter Ort im Anaga-Gebirge mit rund 700 Einwohnern ist Taganana, das in einem weit ausladenden Tal unweit der Atlantikküste liegt. Seit 2015 ist das Gebiet auch Biosphärenreservat.
Typisch für das Anaga sind auch die Wohnhöhlen im Vulkangestein, deren Fassaden und Innenausstattung denen ortsüblicher Einfamilienhäuser ähneln, so beispielsweise in Afur und Chinamada. Das Gebirge ist reich an Legenden über Hexen.

## Tourismus
Das Anaga-Gebirge ist touristisch durch eine Straße über den Kamm gut erschlossen. Von ihr zweigen zahlreiche Wanderwege und Forststraßen ab, die verschiedene Aussichtspunkte und alle Bereiche des Waldes erreichbar machen. Das Anaga-Gebirge ist ein Ziel von Wanderern und Naturtouristen. Ein Naturschauspiel ist auch die meterhohe Brandung an der steil und felsig abfallenden Nordküste. Viel besuchte Fotomotive sind die Felsen bei Almaciga und Las Palmas de Tenerife, insbesondere der Roque de Anaga und der Roque Bermejo sowie der Strand Playa del Benijo. Der Roque de Anaga bildet die nördlichste Spitze der Insel Teneriffa. Beliebt ist auch die Wanderung von Punta del Hidalgo am Fuße des Anaga-Gebirges bis zum Höhlendorf Chinamada.

## Galerie

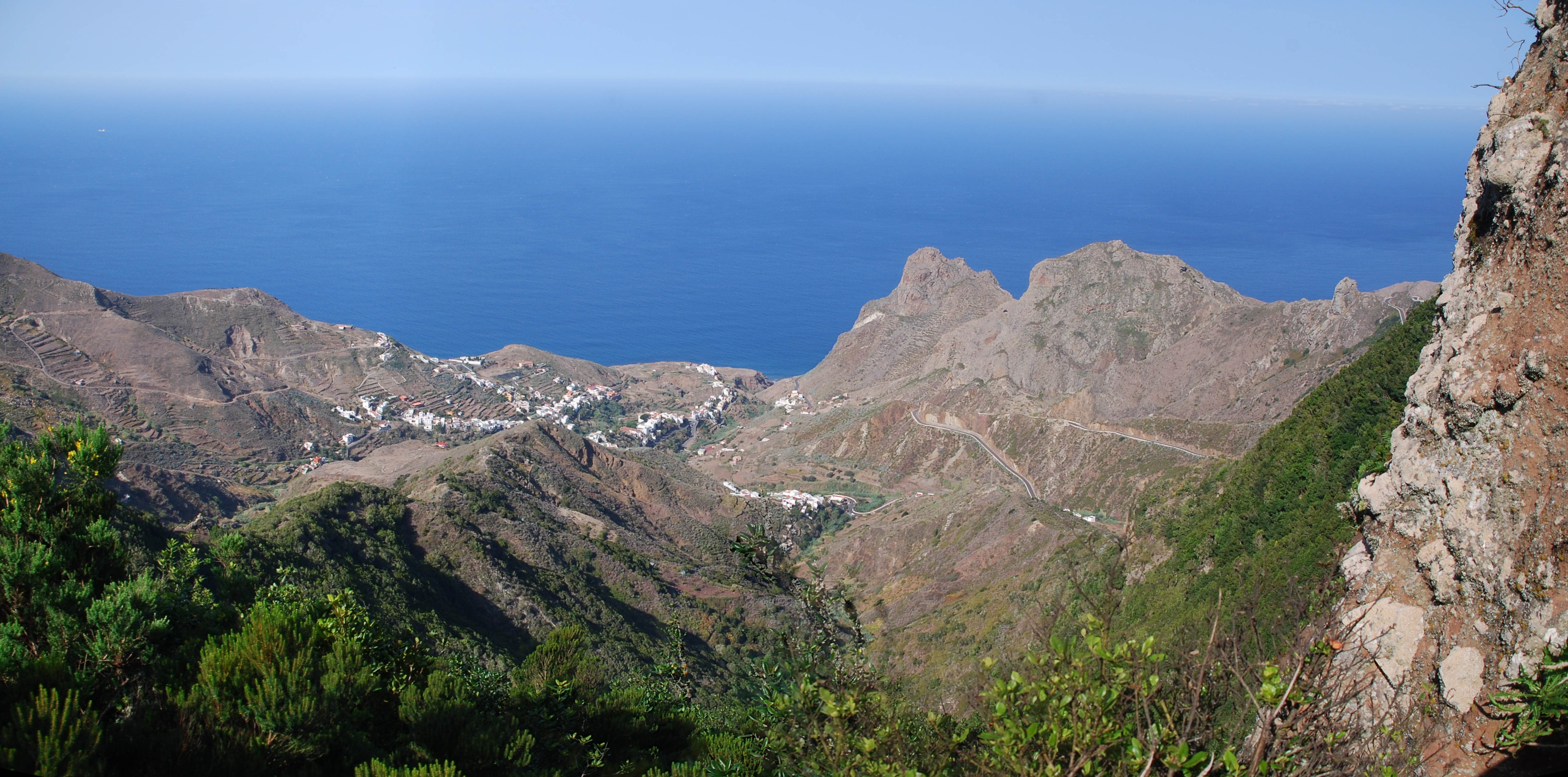
Das Dorf Taganana im Anaga-Gebirge, Nähe Mirador (Aussichtspunkt) El Bailadero
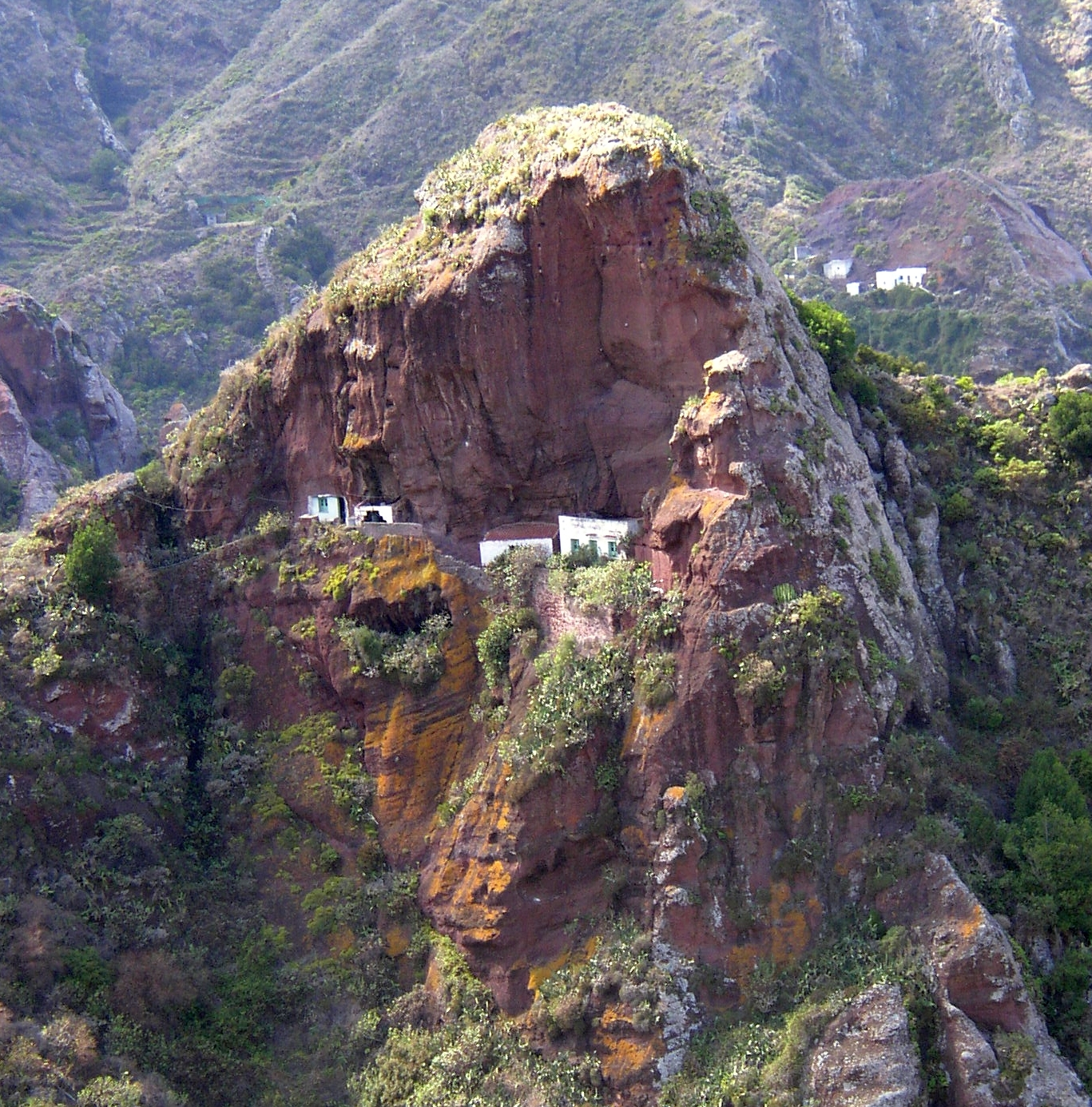
Wohnhöhlen in Afur
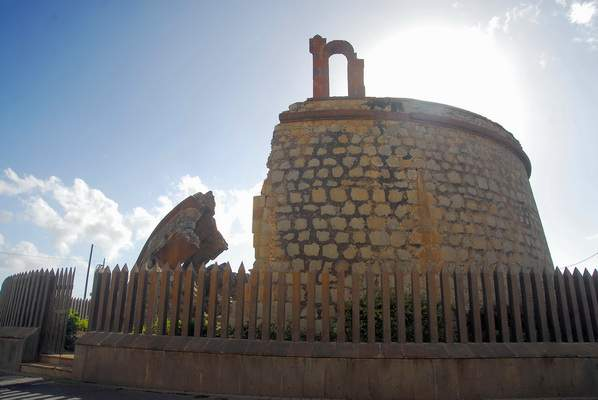
Kastell San Andrés
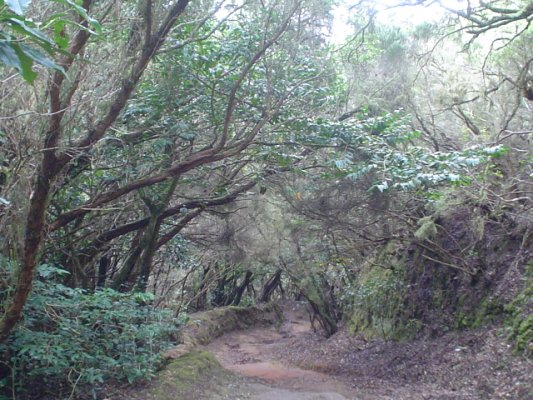
Lorbeer-Nebelwald
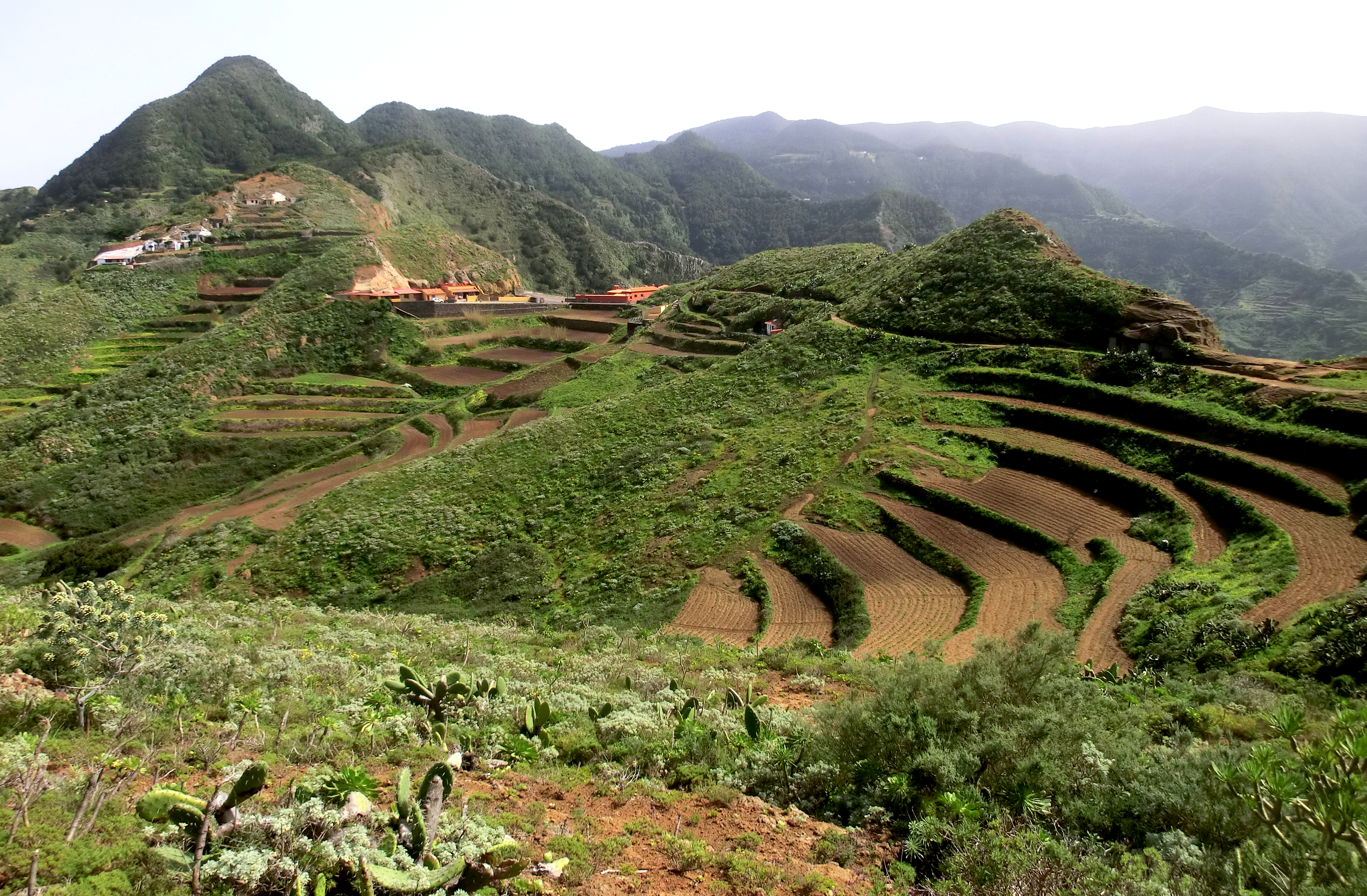
Terrassenfelder in Chinamada